# Иограф
Иограф — крутой лесистый хребет, часть Ялтинского амфитеатра Главной гряды Крымских гор. Проходит от Ялтинской яйлы на юго-восток. 

## Описание
Этимология названия Иограф от христианского имени Евграф.

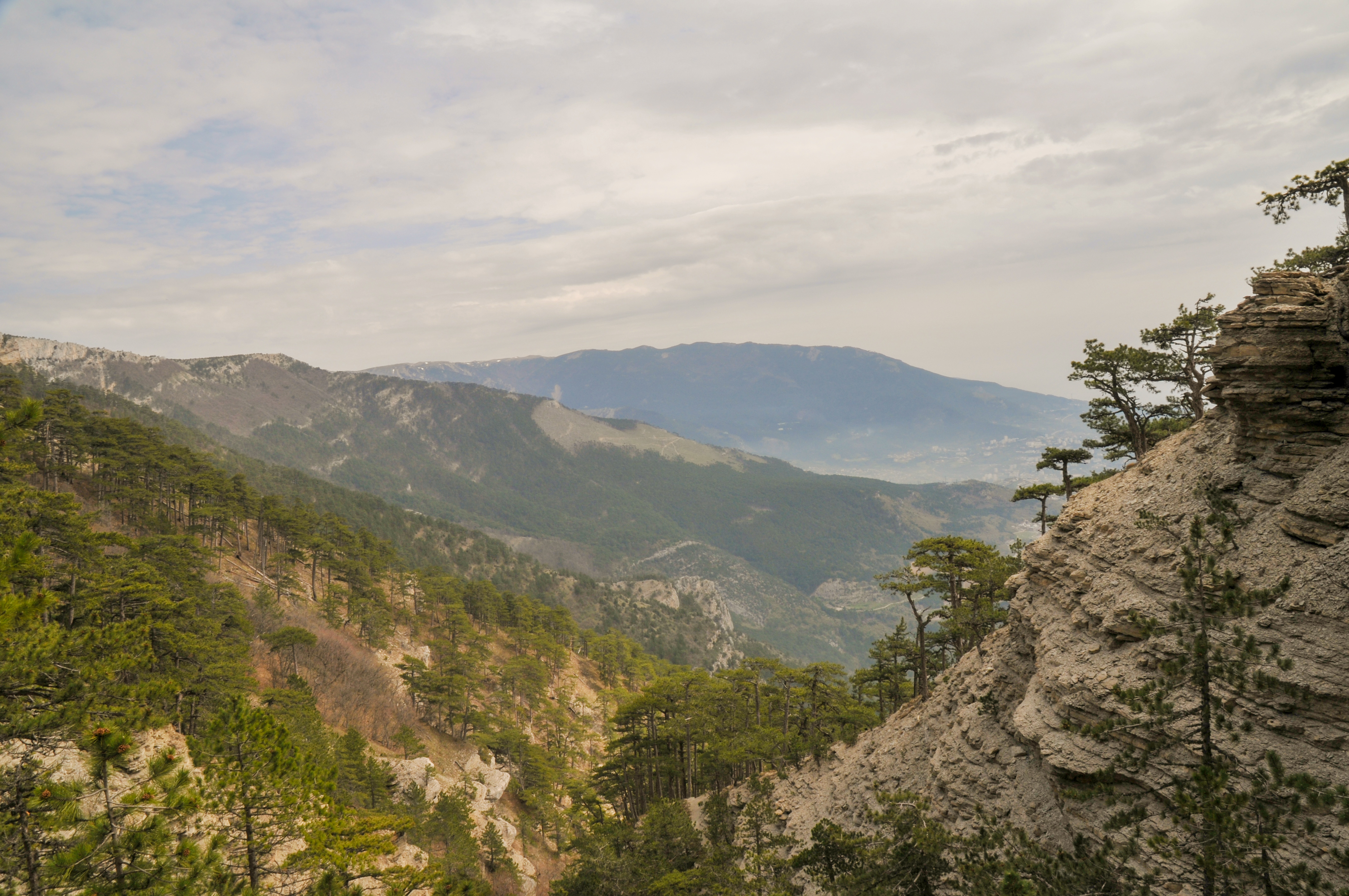
Хребет Иограф (на среднем плане) с Таракташской тропы. Безлесное место в середине хребта - гарь пожара 1998 года.

Удобный для горного туризма, имеет несколько троп, главная из которых Узенбашская тропа. На ней в крутых местах сохранились средневековые крепиды на сухой кладке. До скал Дерекой-яйла ведет тропа Иограф-Богаз или Аутка-Богаз.
На южном склоне на уровне 1200 метров у подножия скалы Йерах-Хюль — пещеры Иограф I и Иограф II. Начиная с VIII века в пещере существовал православный христианский храм.
В его средней части находятся скальные уступы Пскюллю-Кая и Педы-Кая. В верхней части хребта Иограф находится мощный скалистый уступ Иограф-Кая, в котором некогда была вырублена дорога, сегодня здесь находится тропа, которая ведет на яйлу.
В 1998 году на хребте Иограф произошел крупный пожар. За 10 дней сгорело более 107 гектаров леса. Потеряны 2 автомобиля, которые участвовали в тушении.
Для нахождения на территории Ялтинского горно-лесного природного заповедника  необходимо оформить пропуск на сайте.